# Limbo (1972)
Limbo is een Amerikaanse dramafilm uit 1972 onder regie van Mark Robson.

## Verhaal
Drie vrouwen uit Florida hebben een vermiste echtgenoot in Vietnam. De drie vrouwen reizen samen naar Parijs om er een vredesconferentie over de Vietnamoorlog bij te wonen. Ze zijn gechoqueerd, wanneer ze daar te weten komen welke wreedheden Amerikaanse soldaten plegen op Vietnamese burgers.

## Rolverdeling
| Acteur            | Personage         |
| ----------------- | ----------------- |
| Kate Jackson      | Sandy Lawton      |
| Katherine Justice | Sharon Dornbeck   |
| Stuart Margolin   | Phil Garrett      |
| Hazel Medina      | Jane Work         |
| Kathleen Nolan    | Mary Kay Beull    |
| Russell Wiggins   | Alan Weber        |
| Joan Murphy       | Margaret Holroyd  |
| Mike Bersell      | Joe Beull         |
| Kim Nicholas      | Kathy Beull       |
| Ken Kornbluh      | Pete Beull        |
| Laura Kornbluh    | Julie Beull       |
| Dick Callinan     | Kolonel Lloyd     |
| Charles G. Martin | Kolonel Gunderson |
| Frank Logan       | Generaal Gibbs    |
| Andy Jarrell      | Ed Baldwin        |